# Mannheimsia stricta
Mannheimsia stricta är en tvåvingeart som beskrevs av Rudolf Beyer 1965. Mannheimsia stricta ingår i släktet Mannheimsia och familjen puckelflugor. Inga underarter finns listade i Catalogue of Life.